# Sandro Dori
Sandro Dori (eigentlich Alberto Schippadori; * 21. Dezember 1938 in Ostiglia; † 15. Februar 2021) war ein italienischer Schauspieler.

## Leben und Karriere
Dori begann seine Filmkarriere, in der der recht kleine, untersetzte und rundliche Schauspieler meist komische Nebenrollen spielte, in den frühen 1960er Jahren. Danach war er auch häufig als Synchronsprecher aktiv. Aufmerksamkeit erregte er mit seiner Rolle des Dr. Zucconi im 1968 entstandenen Il medico della mutua; er wiederholte die Rolle in der Fortsetzung des Filmes. Dori spielte in vielen boccacciesken Komödien der frühen 1970er Jahre, aber auch für Regisseure wie Dario Argento, Roberto Rossellini, Luigi Zampa und Pupi Avati.

## Filmografie (Auswahl)
- 1961: La trincea (Fernsehfilm)
- 1962: Erotica (L’amore difficile)
- 1965: Ich habe sie gut gekannt (Io la conoscevo bene)
- 1966: Eine Flut von Dollars (Un fiume di dollari)
- 1966: Unser Mann in Rio (Se tutte le donne del mondo)
- 1968: Amigos (…e per tetto un cielo di stelle)
- 1968: Gefahr: Diabolik! (Diabolik!)
- 1969: Fellinis Satyricon (Fellini – Satyricon)
- 1969: Zwölf plus eins (Una su 13)
- 1970: Brancaleone auf Kreuzzug ins Heilige Land (Brancaleone alle crociate)
- 1971: Vier Fliegen auf grauem Samt (Quattro mosche di velluto grigio)
- 1972: Alfredo Alfredo
- 1976: Die Tatarenwüste (Il deserto dei tartari)
- 1996: Squillo
- 1999: Falcone – Im Fadenkreuz der Mafia (Excellent Cadavers, Fernsehfilm)
- 2002: Roberto Benignis Pinocchio (Pinocchio)
- 2003: Unter der Sonne der Toskana (Under Tuscan Sun)
- 2009: Nine
- 2010: Briefe an Julia (Letters to Juliet)
- 2010: The American
- 2014: Un ragazzo d’oro